# 데이 시프트
"데이 시프트"(영어: Day Shift)는 2022년 공개된 미국의 공포 액션 영화로, J.J. 페리의 감독 데뷔작이다.

## 캐스팅

### 주연
- 제이미 폭스 : 버드 자블론스키 역
- 데이브 프랭코 : 세스 역
- 나타샤 류 보르디초 : 히스 역
- 메건 굿 : 조슬린 자블론스키 역
- 칼라 소우자 : 오드리 산 페르난도 역
- 스티브 호웨이 : 마이크 나사리안 역
- 스콧 앳킨스 : 디란 나자리안 역
- 올리버 마수치 : 클라우스 역
- 스눕 독 : 빅 존 엘리엇 역
- 에릭 랭 : 랄프 시거 역